# فلول
الفلول كلمةٌ شاعَ استخدامها في السياسة لوصف «بقايا نظام بائد»، سواء كان هذا النظام جيشاً مهزوماً أو نظاماً سياسياً قضي عليه. وانتشرت في مصر لوصف أعضاء نظام مبارك وحزبه المنحلّ، إلّا أنّ للدول الأخرى مصطلحات مختلفة، مثلاً انتشر مصطلح «أزلام النظام» لوصف أنصار نظام القذافي في ليبيا، أو «طحالب» في إشارة لرمزهم اللون الأخضر، والمصطلح السائد في تونس كان «بقايا التجمع». كما في سوريا، على الرغم من سقوط نظام الأسد، فإن فلوله لا تزال متغلغلة, وبرزت مصطلحات تصف بقاياه، مثل «شبيحة» و«بعثيين» و«فلول الأسد»

## الأصل اللغوي
أصل الكلمة (فـَلٌّ)، وتعني الثـَّلـْم في السيف، والأصح أنه الثـَّلـْمُ في أي شيء كان. وسيفٌ أفـَلُّ، أي ذو فلول، أي فقد حدته، وصار يحتاج للصقل. والفـَـلُّ مفرد فلول السيف، وهي الكسور في حدِّ السيف. والفليل، هو ناب البعير المتكسر. ومن ذلك قول النابغة الذبياني:
ومعنى البيت أن هؤلاء القوم ليس فيهم من العيوب سوى أن سيوفهم تثلمت من كثرة خوض المعارك مع الأعداء، وهذا يعنى الشجاعة والإقدام، ويسمى ذلك في البلاغة مدحا بما يشبه الذم. من هنا نجد أن معنى الفلول يتمحور حول التكسر والتثلم، ومن هنا جاء المعنى الآخر للفلول، فالفـَلّ: المنهزمون، فنقول: « فـَلَّ القوم يَـفُـلـُّهُـم فـَل» هزمهم، فانفلوا، وتفللوا. وهم قومٌ فـَلٌّ: منهزمون، والجمع فـُلـُول، وفـُلال (بتشديد اللام). وفـَلـَلـْـتُ الجيش، أي هزمته. يقال: من فـَلَّ ذَلَّ، ومَنْ أُمِرَ فـَلَّ. وهناك معان أخرى تتمحور كلها حول الانكسار والثلم والهزيمة. كل هذه المعانى المتعلقة بالانكسار والهزيمة.
وردت الكلمة في الشعر والأمثال العربية القديمة ومنها المثل المعروف « لا يَفُلُّ الحديد إلا الحديد ». ومعناها الأصلي الكسور التي تحصل في حدّ السيف حينما يضرب به ما هو أقوى منه، فيصبح أثلما غير قاطع - وورد عن عنترة قوله « الشجاعة في القلوب الحديد تفلّ جلمود الصخر كما يفل المبرد العود».
وكلمة «فلول» مفردها «فَلّ» بفتح الفاء وتشديد اللام ويقال «هم قومٌ فَلٌّ» أي مهزومون ويمكن أن يوصف الرجل بأنه «مفلول» أي منكسر ومنهزم. والبعض يشير إلى أن المفرد «فال». والمفرد «فل» هو ذاته المصدر، وكذلك الفعل الماضي - مثال: «فل عنترة جيش الأعداء فلا». أي ألحق بهم هزيمة منكرة.

## المصطلح السياسي
ذاعت كلمة «فلول» في مصر بعيد انهيار نظام محمد حسني مبارك، حيث أطلقتها وسائل الإعلام على نظامه وعلى الأخص أعضاء الحزب الوطني الديمقراطي الذي صدر حكم قضائي بحله وتسليم مقاره.
وقد أصبحت الكلمة أيضا مثار استهزاء وسخرية من الكثير من الكتاب والمدونين بوصفها غير محددة المعالم. وأثارت رسالة أصدرها المجلس الأعلى للقوات المسلحة الذي تولى مسؤولية حكم مصر بعد انهيار نظام مبارك أيضا تساؤلات عديدة حينما أورد هذه الكلمة في رسالته الرابعة والثلاثين والتي اتهم فيها فلول النظام السابق بالبلطجة.
وفي ظلّ تهديدات متكرّرة من أعضاء للحزب المنحلّ بافتعال الشغب أثناء انتخابات مجلس الشعب 2011-2012، وإنشائهم 10 أحزاب أو يزيد، تكرّرت الدعوات لمناهضتهم من خلال احتجاجات تدعو لعزلهم سياسياً، وحملات توعية من خلال نشر ملصقات تنبه المواطن.
في سوريا، بعد سقوط نظام الأسد وفراره إلى روسيا، تم تعيين أحمد الشرع، المعروف بأبي محمد الجولاني، رئيساً انتقالياً للبلاد.
أُلغيت الدساتير السابقة، وتم الإعلان عن فترة انتقالية تمتد لخمس سنوات، يتم خلالها صياغة دستور جديد وإجراء انتخابات وطنية.
خلال هذه المرحلة، ظهرت تحديات تتعلق بفلول النظام السابق، حيث لا تزال بعض الشخصيات والكيانات المرتبطة بالنظام السابق تحاول التأثير على المشهد السياسي والاقتصادي.